# 인민진보당 (말레이시아)
인민진보당(영어: People's Progressive Party)은 말레이시아의 다인종 정당으로, 현재 집권 연합인 국민전선(BN)의 일원이다.
1953년 연합체인 동맹당에 가입했으나, 기타 소속 정당들과의 불협화음으로 이듬해 연합에서 탈퇴했다. 1973년 동맹당을 개편한 국민전선에 가입하여, 현재에 이르고 있다.